# De constantia sapientis
Il De constantia sapientis è uno dei Dialoghi di Seneca.

## Contenuto
La trilogia dedicata all'amico Sereno affronta il tema dell'imperturbabilità del saggio stoico, collegato più a una matrice stoica che epicurea. Sereno si era umiliato facendo da prestanome per coprire le prime relazioni dell'imperatore Nerone con la liberta Atte, ed in seguito l'autore presenta le sue tesi filosofiche.
Nel De constantia sapientis l'idea principale è che il saggio non può essere raggiunto né da ingiustizia né da offesa. Infatti, secondo il pensiero stoico, l'unico vero male è quello morale. La dimostrazione della tesi dell'inviolabilità del saggio stoico consiste sostanzialmente in un sillogismo: essendo il male a generare un'offesa ed essendo il saggio estraneo al male, il saggio è dunque immune da qualsiasi offesa. 

Infatti l'uomo che possiede la ragione non è esposto a insolenza e non può essere oltraggiato perché ha dentro di sé il bene e la virtù divina che lo rende esente da ogni male e ogni danno. La virtù del saggio coincide con l'autosufficienza e il "bastare a se stesso": grazie alla virtù il saggio non si lascia piegare dagli eventi, non ha paura delle avversità né dei rivolgimenti della sorte. Egli sa che la sua virtù non potrà mai essergli tolta e al contrario giudica tutti gli altri beni di natura precaria.